# Đại học Khoa học Ứng dụng Saxion
Đại học Khoa học Ứng dụng Saxion là một trường đại học tại Hà Lan với ba cơ sở ở miền đông Hà Lan. Ba cơ sở có tổng diện tích là khoảng 93.800 m2.
- Apeldoorn: 800 m2
- Deventer: 26.000 m2
- Enschede: 67.000 m2
Trường cung cấp hơn 100 khóa học trong một loạt các lĩnh vực nghiên cứu, chẳng hạn như tài chính, pháp luật, kỹ thuật, khách sạn, kinh doanh, Công nghệ thông tin, phát thanh truyền hình và phương tiện truyền thông kỹ thuật số.

Với hơn 27.000 sinh viên, Đại học ứng dụng Saxion là một trong những trường đại học lớn nhất ở Hà Lan.
Saxion cung cấp các khóa đào tạo cử nhân, thạc sĩ và nghiên cứu tập trung vào Công nghệ sống.

## Lịch sử

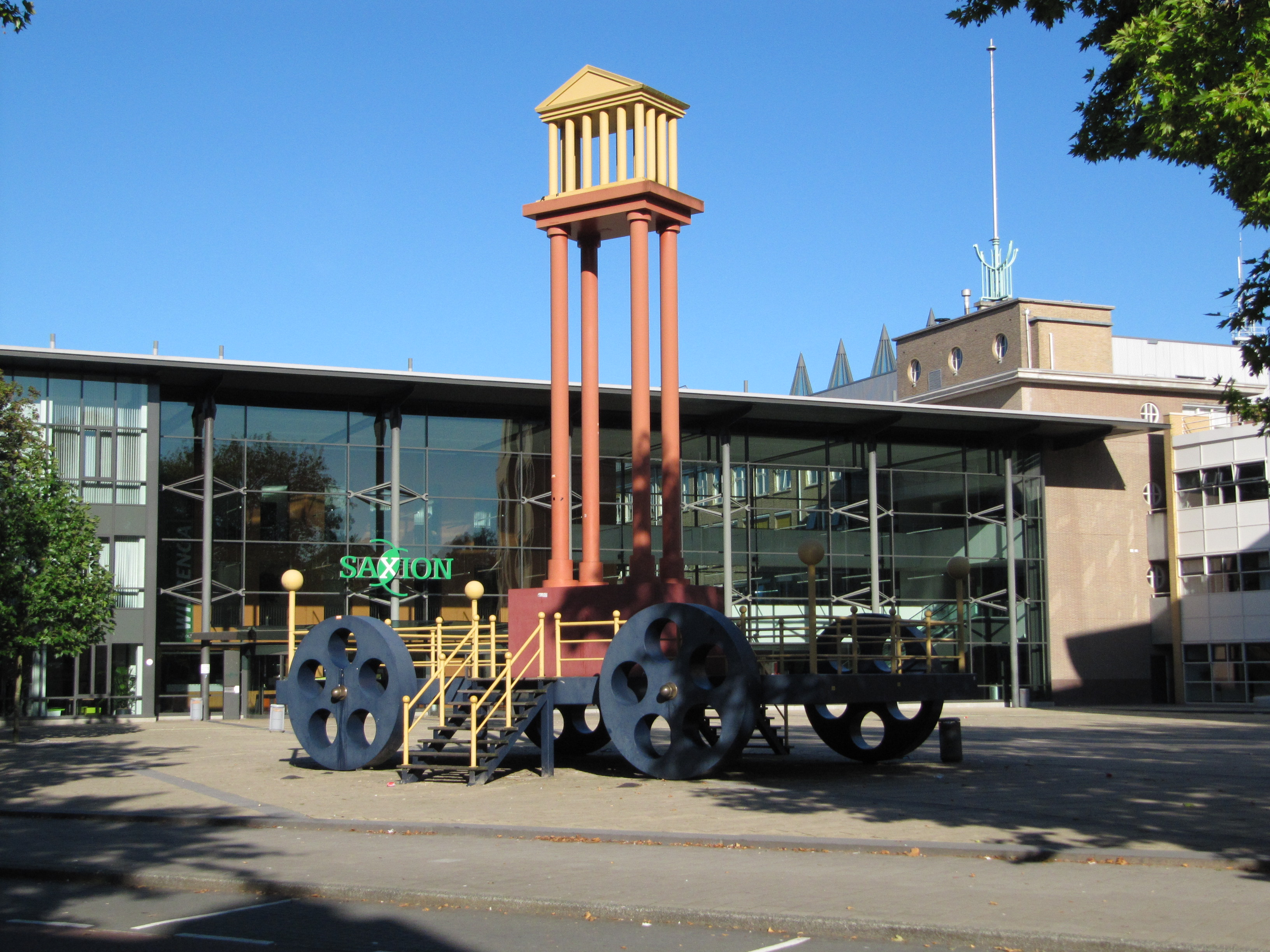
Đại học Khoa học Ứng dụng Saxion ở Enschede

Đại học Saxion có một lịch sử lâu đời - nguồn gốc của trường được bắt nguồn từ năm 1875. Với sự sáp nhập của hai cơ sở giáo dục, Hogeschool Enschede và Hogeschool IJselland, năm 1998 đã thành lập nên trường Đại học Saxion như hiện nay. Sự hợp nhất này đã giúp Saxion xây dựng thêm vị trí vững chắc của mình trong nền giáo dục đại học tại Hà Lan. Đại học khoa học ứng dụng Saxion đã được công nhận là một trung tâm giáo dục quan trọng ở khu vực, quốc gia và quốc tế.

## Học viện
Đại học Khoa học Ứng dụng Saxion bao gồm mười một học viện, mỗi trường đại diện cho một lĩnh vực chuyên môn và các khóa học nghiên cứu khác nhau.
- Trường Kinh doanh, Xây dựng & Công nghệ (BBT)
- Trường Quản trị, Luật và Phát triển Đô thị (ABRR)
- Trường Công nghệ Sáng tạo (ACT)
- Trường Tài chính & Kế toán (FEM)
- Trường Y tế (AGZ)
- Trường Kinh doanh Khách sạn (HBS)
- Trường Khoa học đời sống, Kỹ thuật & Thiết kế (LED)
- Trường Marketing & Quản lý Quốc tế (MIM)
- Trường Tâm lý học ứng dụng và Quản lý nguồn nhân lực quốc tế (AMA)
- Trường Công tác Xã hội (AMM)
- Trường Giáo dục (APO)

## Sinh viên quốc tế
Trường có hơn 27.000 sinh viên trên ba cơ sở, với hơn 3.500 sinh viên quốc tế đến từ 89 quốc gia khác nhau, chiếm 14% tổng số sinh viên của trường. Số lượng sinh viên đã tăng lên đáng kể từ khi thành lập trường vào năm 1998.
Saxion thu hút sinh viên từ mọi nơi trên thế giới: Afghanistan, Brazil, Trung Quốc, Ai Cập, Phần Lan, Ghana, Hungary, Indonesia, Nhật Bản, Nga, Sudan, Đài Loan, Uganda, Việt Nam… Trường đại học khoa học ứng dụng Saxion giúp sinh viên có khả năng xây dựng tương lai quốc tế của họ bằng việc cung cấp không chỉ quan điểm học tập mà còn cả việc phát triển bản thân. Sau khi sinh viên tốt nghiệp, họ có thể nộp đơn cho Chương trình Kết nối. Đây là chương trình cung cấp riêng cho các sinh viên tốt nghiệp tài năng, cung cấp cho họ cơ hội được đào tạo, tham gia các hội thảo và học tiếng Hà Lan miễn phí.
 Vào cuối năm 2016, Saxion đã phát động nền tảng IntoSaxion để hỗ trợ các sinh viên tương lai tiếp xúc với các sinh viên Saxion khác và trải nghiệm cách thức học tập tại Hà Lan.